# Migració cel·lular
La migració cel·lular és un procés central del desenvolupament i el manteniment dels organismes multicel·lulars. La formació de teixit durant el desenvolupament embrionari, la guarició de ferides, l'angiogènesi i la resposta immunitària requereixen tots un moviment orquestrat de les cèl·lules en una direcció concreta a un lloc específic. Els errors produïts durant aquest procés tenen conseqüències greus, que inclouen retard mental, malaltia cardiovascular, formació de tumors i metàstasi. Una comprensió del mecanisme pel qual migren les cèl·lules podria conduir al desenvolupament de noves estratègies terapèutiques per controlar, per exemple, cèl·lules tumorals invasores. Les cèl·lules dels teixits animals sovint migren en resposta a, i cap a, senyals externs específics, un procés anomenat quimiotaxi.

## Estudi de la migració cel·lular
Sense cap estímul, una cèl·lula de mamífer es mou dibuixant recorreguts aleatòris, com pot ser observat usant tècniques de microscòpia. La velocitat de migració cel·lular en condicions in vitro és d'uns pocs micròmetres per minut. Per aquest motiu els videos que mostren el moviment cel·lular sobre un portaobjectes es realitzen en pel·lícules amb fotogrames distanciats per períodes. En una cèl·lula en moviment és possible distingir una polarització cel·lular entre la regió frontal i la darrera respecte a la direcció i el sentit del moviment migratori. Aquesta regió frontal és altament activa, mostrant ràpides expansions i retractaments de protuberàncies cel·lulars. Està generalment acceptat que aquest front cel·lular és el motor que estira la cèl·lula cap endavant.
Per a la migració cel·lular, la cèl·lula necessita coordinar la formació i el d'assemblatge dels punts d'anclatge a la matriu extracel·lular. Aquests punts d'adhesió no només representen punts d'ancoratge de la cèl·lula a la matriu extracel·lular, sinó en la comunicació cel·lular. Les protrusions de la membrana plasmàtica són donades per polimerització de filaments d'actina, en el front de migració, que seran estabilitzades per formació de punts d'adhesió, i que representaran les forces d'estirament del resta de la cèl·lula cap a aquests punts. A mesura que la cèl·lula avança, es formen nous punts d'adhesió cel·llar al front i es desfan els punts d'adhesió anteriors.
A més dels punts d'adhesió, les cèl·lules poden mostrar altres estructures per unir-se a la matriu extracel·lular, principalment podosomes, i invadopodis. Aquests punts d'adhesió a la matriu extracel·lular a més estan sovint associades a la degradació proteolítica de la matriu, i que és cregut que afavoreix el fenomen d'invasivitat cel·lular en fenòmens fisiològics i patològics. Per exemple, els monòcits, cèl·lules endotelials, i cèl·lules musculars llises formen podosomes. En canvi, cèl·lules de carcinoma presenten invadopodis.
| Tècnica        | Biologia                                                                       | Referències |
| -------------- | ------------------------------------------------------------------------------ | ----------- |
| Fotoactivació  | Mesura d'alta resolució de la difusió, tràfic cel·lular i estabilitat proteica | [ 2 ]       |
| FRAP o FLIP    | Mesura coeficients de difusió de forma individual                              | [ 3 ]       |
| FRAP-FLIP      | Mesura coeficients de difusió i paràmetres d'estabilitat proteica              | [ 4 ]       |
| FCS, ICS, RICS | Mesura percentatges de difusió, índex d'agregació,                             | [ 5 ]       |
| FSM            | Mesura velocitats d'agregació, renovació de subunitats proteiques              | [ 6 ]       |
| FRET           | Mesura interacció entre proteïna-proteïna, i activitat de proteïnes            | [ 7 ]       |

## Adhesió cel·lulardurant la migració

### Receptors de la matriu extracel·lular durant la migració cel·lular
- Integrines, són proteïnes, receptors transmembrana que uneixen directament la matriu extracel·lular amb els filaments d'actina. Un cop unides a la matriu extracel·lular i a l'actina se la uneixen par la seva banda citosòlica gran quantitat de proteïnes, moltes de les quals desactivarant cascades de senyalització cel·lular. Es coneixen almenys unes 150 proteïnes que s'uneixen a les integrines, però s'han descrit més de 600 que podrien unir-se. Entre elles s'han identificat proteïna-cinases, fosfatases i proteïnes estructurals. Així un cop unit a la matriu, les integrines agruparen proteïnes estructurals com la vinculina, paxilina, talina, alpha-actinina, o la tensina; proteïnes tirosina-cinasa i serina-treonina cinases. Els punts d'adhesió necessaris per a la migració cel·lular mediades per integrines són les adhesions focals (FA), les adhesions fibrilars (FB) i els complexos focals (FC).
- Sindecans
- DDR
- CD44 (Receptor de l'àcid hialurònic)
- EGFR (Receptor del factor de creixement epidèrmic)

### Molècules estructurals involucrades en la migració cel·lular
- actina
- Proteïnes ERM (Ezrin, Radixin, Moesin)

### cicle de regeneració de punts d'adhesió durant la migració
La velocitat en la migració cel·lular vindrà donada per la velocitat en la formació i desassamblament dels punts d'adhesió cel·lular. En aquests processos intervindran diverses proteïnes-cinases i fosfatases
La formació de punts d'adhesió en el front de migració de la cèl·lula depenen de proteïnes GTPases petites, com Rac- o Cdc42-GTPases. Aquests punts estabilitzen les protuberàncies cel·lulars en el front de migració afavorint la migració cel·lular. Malgrat això, cèl·lules amb grans punts d'ancoratge es trobaran fortament adherits a la matriu extracel·lular, essent de moviment molt lent o no migratòries. Aquests punts d'adhesió grans, impliquen unes altres GTPases petites, les Rho-GTPases.